# فريدريش أدلبرت كوهن
فريدريش أدلبرت كوهن (1842-1894) (بالإنجليزية: Friedrich Adalbert Kuhn)‏ هو عالم نبات ألمانيا.